# یونا آیتو
 یونا آیتو (انگلیسی: Yuna Ito؛ زادهٔ ۲۰ سپتامبر ۱۹۸۳) یک موسیقی‌دان اهل ایالات متحده آمریکا است. وی از سال ۲۰۰۵ میلادی تاکنون مشغول فعالیت بوده‌است.